# Michael Führer
Michael Führer (* 1952 in Köln-Mülheim) ist ein deutscher Kirchenmusiker und Cembalist.

## Leben

### Ausbildung
Michael Führer erhielt als Schüler ersten Cembalounterricht bei Annemarie Bohne. Er besuchte Kurse bei Gustav Leonhardt. Nach dem Abitur studierte er Kirchenmusik in Köln und Düsseldorf (A-Examen). Er ergänzte seine Studien in  bei Jos van Immerseel in Antwerpen  und bei Hugo Ruf in Köln. Des Weiteren studierte er Musikwissenschaft, Französisch und Geschichte an der Universität Köln. Er besuchte Meisterkurse bei Guy Bovet, Ewald Kooiman, Ton Koopman, Nicolas Kynaston und Daniel Roth.

### Berufstätigkeit
Führer begann seine Berufstätigkeit  1975 an der Salvatorkirche in Heimbach in der Eifel. 1989 bis 2011 wirkte er an Dreikönigenkirche in Neuss.
Von 2011 bis 2015 war er als Seelsorgebereichsmusiker in Grevenbroich im Bereich Elsbach-Erft tätig. Als Cembalist konzertierte er zusammen mit verschiedenen Kammerorchestern. Als Begleiter wirkte er regelmäßig bei den Aufführungen des Bachvereins in Köln und des Bachvereins in Düsseldorf mit.

### Familie und Privatleben
Michael Führer ist mit der Kirchenmusikerin Ursula Renzel verheiratet. In seiner Freizeit ist er passionierter Segler.

## Tondokumente
- Die Orgeln der Pfarr- und Wallfahrtskirche St. Clemens und Christus Salvator in Heimbach in der Eifel. LP Mitra Bonn.
- My Virginals. CD, Mitra Bonn.
- 100 Jahre Kirchenchor Hl. Dreikönige. CD.